# Симо Ц. Ћирковић
Симо Ц. Ћирковић (Рума, 2. октобар 1951) српски је новинар и лексикограф.

## Биографија
Најраније детињство провео је у Руми, а потом у Мурској Соботи и Вировитици, где је завршио основно образовање, Девету београдску гимназију "Михаило Петровић Алас" завршио је у Београду 1970, а студије журналистике 1974. Дипломатску историју и Међународно јавно право слушао је као двогодишњи специјалистички курс на Правном факултету у Београду. У новинарству је провео 35 година од новинара и уредника до главног и одговорног уредника у дневним и недељиним гласилима.
Објавио је низ фељтона у којима је обрађивао историјске теме и писао серијале који су интригантно откривали преплетеност моћи и власти. Бави се историографијом и лексикографијом, те анализом студија о медијима, судбинама знаменитих новинара и њиховим везама са масонима. Сарађује у Српском биографском речнику (СБР) Матице српске, члан је Редакције за историју српске културе Српске енциклопедије Матице српске и САНУ. Огледао се и као ТВ аутор.

## Дела
- Марсејски крст краља Александра, Београд, 1994, 2014,
- Силуете и карактери – надимци старих Београђана, Београд, 1999, 2015,
- Књаз Михаило Обреновић – живот и политика, Дерета, Београд, 1997, 2011,
- Београд – град тајни (један од аутора), Београд, 2004,
- Речник архаизама, Народна књига, Београд, 2006,
- Патрицији и пустолови, највеће мистерије старог Београда, Просвета, Београд, 2008,
- Балкански атентати – убити преко нишана, Народна књига, Београд, 2004,
- Ко је ко у Недићевој Србији 1941 - 1944, ИПС медија, Београд, 2009,
- Речник урбане свакодневице, Београд, 2011, 2016,
- Калемегданске сенке - портрет београдског човека, Дерета, Београд, 2013,
- Калемегданске сенке - портрет београдског човека, Дерета, Београд, 2014,
- Огањ и нада, студија о Великом рату, 2014,
- Три боје фрака. Тито, Андрић, Крлежа - упоредна биографија[2], 2015,
- Хефестов круг: (структуре тајних служби од Аписа до Ранковића), Београд, 2022,
- Београђанке: два века једног мита, суптилне гордости, скривене страсти, ПортаЛибрис, ЦЕТ, Београд, 2023[3],
- Књаз, дама и Европа: епоха недодирљивих у светлу живота и политике Михаила Обреновића, ПортаЛибрис, ЦЕТ, Београд, 2023,